# 札幌市立札苗北小学校
札幌市立札苗北小学校（さっぽろしりつ さつなえきたしょうがっこう）は、札幌市東区にある市立小学校。
校舎は4階建てで、3階から4階の一部が体育館となっている。この校舎構造は同時期に開校した平和通小学校や西野第二小学校をはじめ、1970年代後半に札幌市内で開校した小・中学校に多く見られる。
札幌市教育委員会の事業である「札幌市学校図書館地域開放事業」の指定校となっている。

## 沿革
- 1976年4月1日 - 札幌市立札苗小学校から452名の児童の転入、117名の新入学生を中心とした573名全15学級で開校した。当時の東区東苗穂は人口急増地区であり、特に札苗小学校周辺の人口および児童増は顕著で、度重なる校舎増築も追いつかず一部学年はプレハブ校舎での授業を余儀なくされるほどだったため、札苗小学校から分かれる形で開校に至った。
- 2022年4月1日 - 千歳市立北陽小学校の生徒増加により、新たに開校した千歳市立みどり台小学校と分離したことで、当校が北海道内一の生徒数を持つ小学校となった。

## 所在地
札幌市東区東苗穂9条3丁目2番3号